# Przejście graniczne Cieszyn-Český Těšín (drogowe)
Przejście graniczne Cieszyn (most Wolności, most Przyjaźni)-Český Těšín (most Svobody, most Družby) – polsko-czeskie drogowe przejście graniczne położone w województwie śląskim, w powiecie cieszyńskim, w Cieszynie, zlikwidowane w 2007.

## Opis
Przejście graniczne Cieszyn (most Wolności, most Przyjaźni)-Český Těšín (most Svobody, most Družby), z miejscem odprawy po stronie polskiej w miejscowości Cieszyn i czeskiej w Český Těšín, czynne było całą dobę. Dopuszczony był ruch pieszych, rowerzystów, motocykli, samochodów osobowych i mały ruch graniczny. Przejście tworzyły dwa mosty: most Przyjaźni (północny; ruch z Polski) i most Wolności (południowy; ruch do Polski). Kontrolę graniczną osób, towarów i środków transportu wykonywała Graniczna Placówka Kontrolna Straży Granicznej w Cieszynie (GPK SG w Cieszynie), a następnie Placówka Straży Granicznej w Cieszynie (Placówka SG w Cieszynie).
21 grudnia 2007 na mocy układu z Schengen przejście graniczne zostało zlikwidowane.

### Przejścia graniczne z Czechosłowacją
W okresie istnienia Czechosłowackiej Republiki Socjalistycznej funkcjonowały w tym miejscu polsko-czechosłowackie przejścia graniczne:
- Cieszyn-Český Těšín – małego ruchu granicznego I kategorii. Zostało utworzone 13 kwietnia 1960[3]. Czynne było całą dobę. Dopuszczony był ruch osób na podstawie przepustek z wszelkich względów przewidzianych w Konwencji. Kontrola celna wykonywana była przez organy celne[4]. Formalnie przejście graniczne zostało zlikwidowane 24 maja 1985[4].
- Cieszyn – drogowe. Czynne było całą dobę. Dopuszczony był ruch osobowy i towarowy[5] oraz mały ruch graniczny I kategorii[6][7]. Kontrolę graniczną osób, towarów i środków transportu wykonywała Graniczna Placówka Kontrolna Cieszyn (GPK Cieszyn).

W październiku 1945 na granicy polsko-czechosłowackiej, w ramach tworzących się Wojsk Ochrony Pogranicza utworzono Przejściowy Punkt Kontrolny Cieszyn – drogowy III kategorii.
W II RP istniało polsko-czechosłowackie przejście graniczne Cieszyn-Český Těšín (miejsce przejściowe po drogach ulicznych), na drogach celnych: Cieszyn (polski urząd celny Cieszyn most główny)–Český Těšín (czechosłowacki urząd celny Český Těšín odb. na blav moste) i Cieszyn (polski urząd celny Cieszyn most jub.) – Český Těšín (czechosłowacki urząd celny Český Těšín odb. na moste u strelnyce). Dopuszczony był mały ruch graniczny. Przekraczanie granicy odbywało się na podstawie przepustek: jednorazowych, stałych i gospodarczych.

## Galeria

Przejście graniczne Cieszyn-Český Těšín
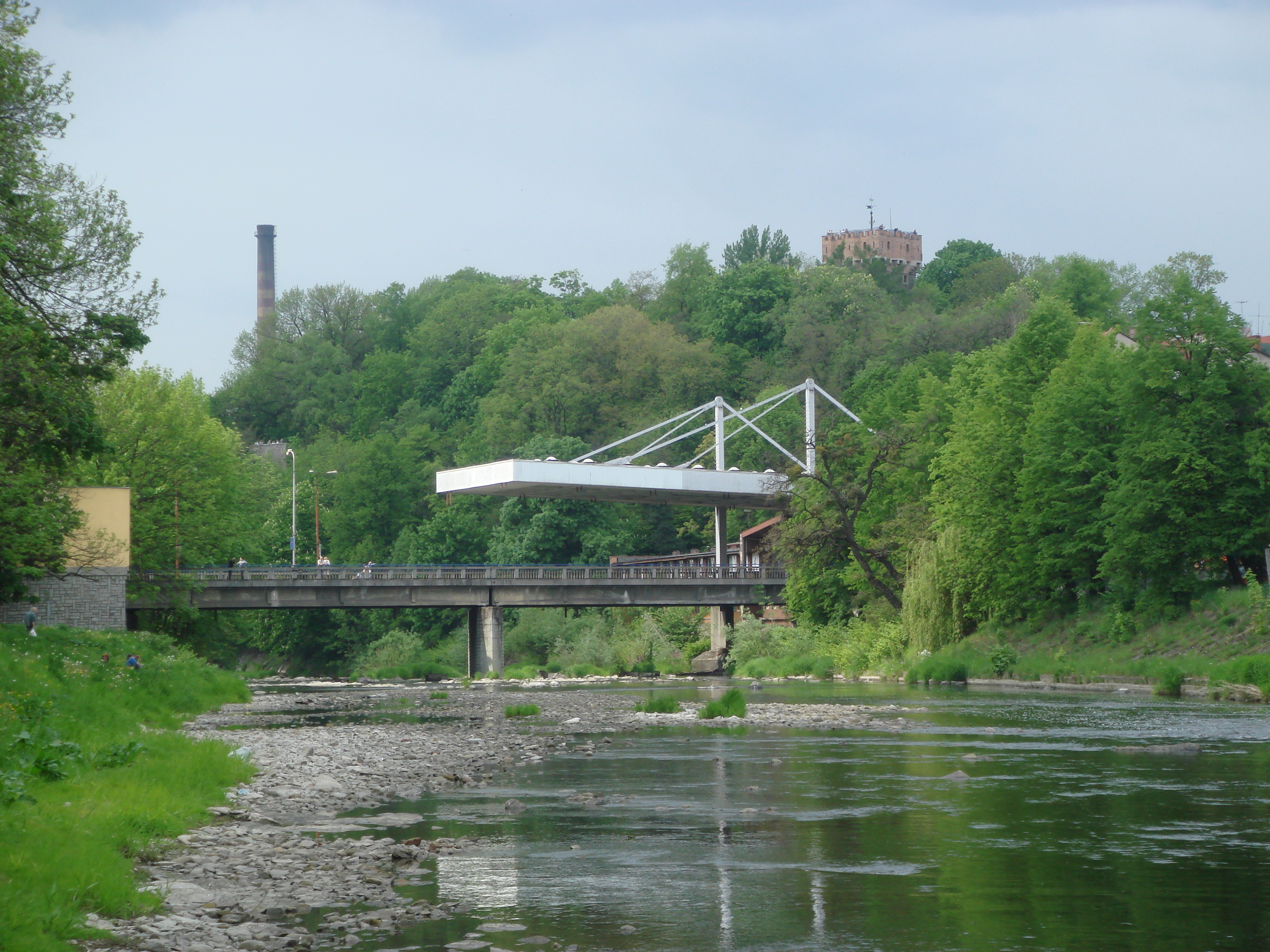
Most Przyjaźni między Cieszynem a Českým Těšínem (maj 2008)
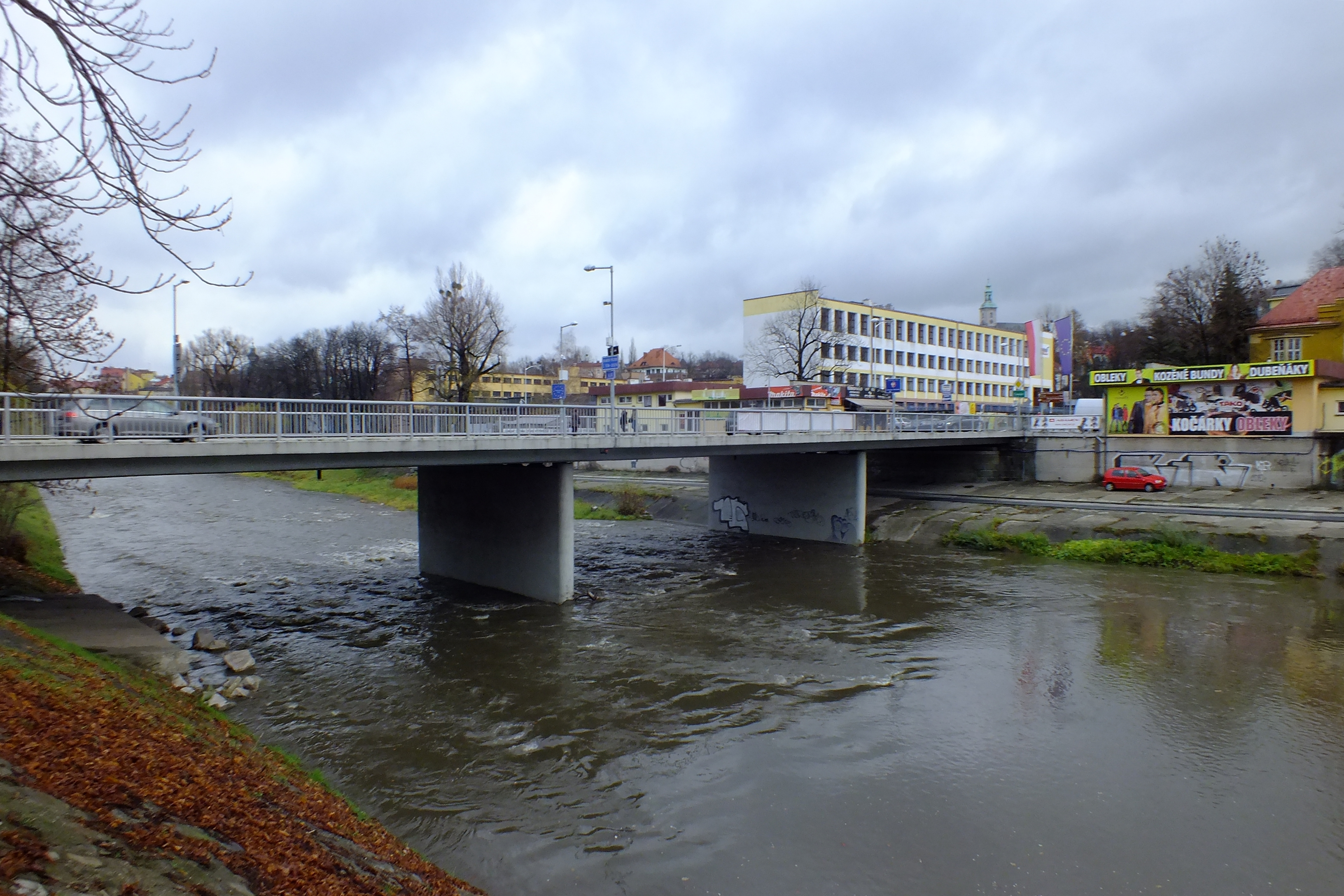
Most Wolności między Cieszynem a Českým Těšínem (listopad 2015)

Przejście graniczne Cieszyn-Český Těšín (pandemia COVID-19)
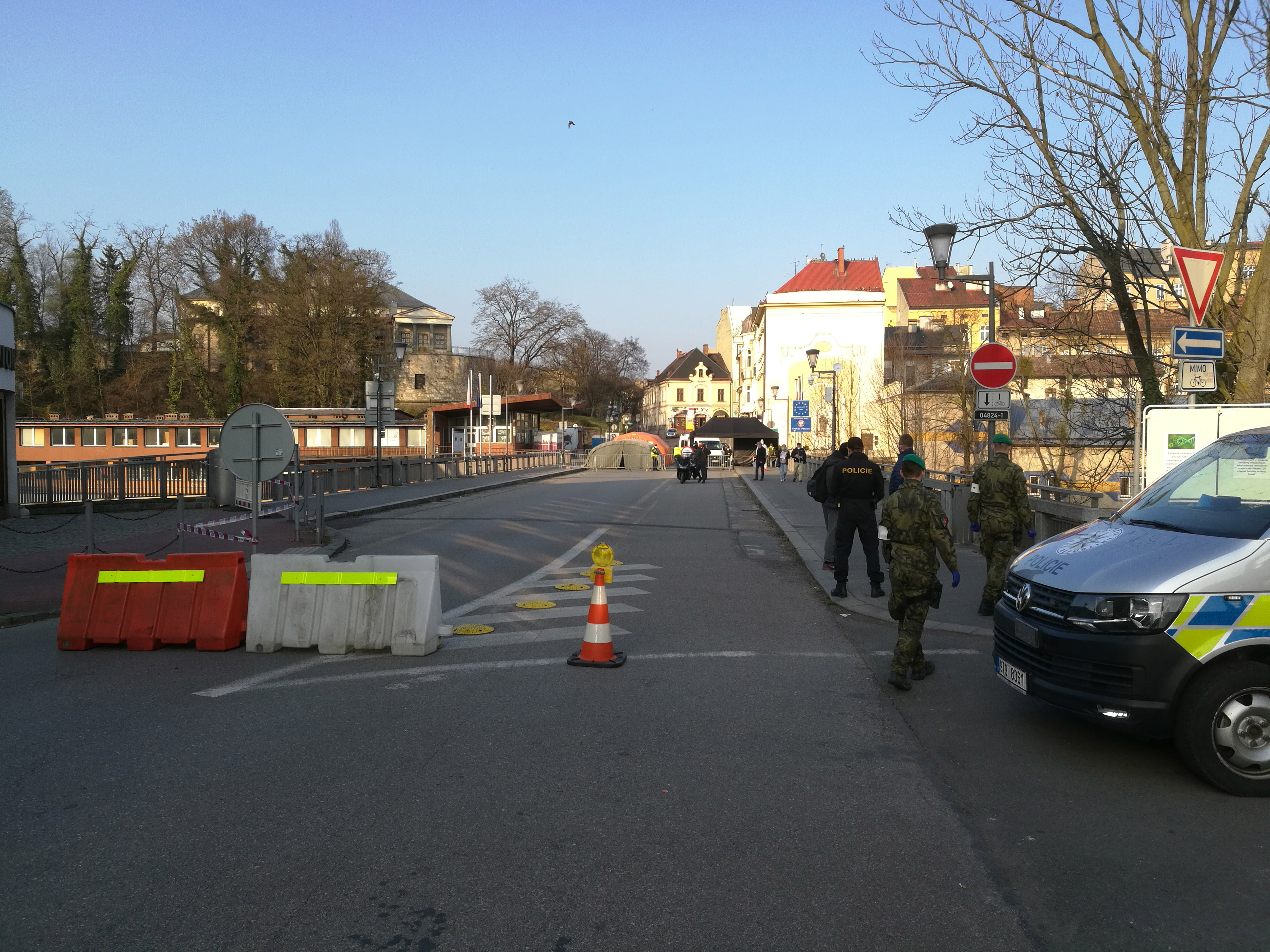
Most Przyjaźni (kwiecień 2020)
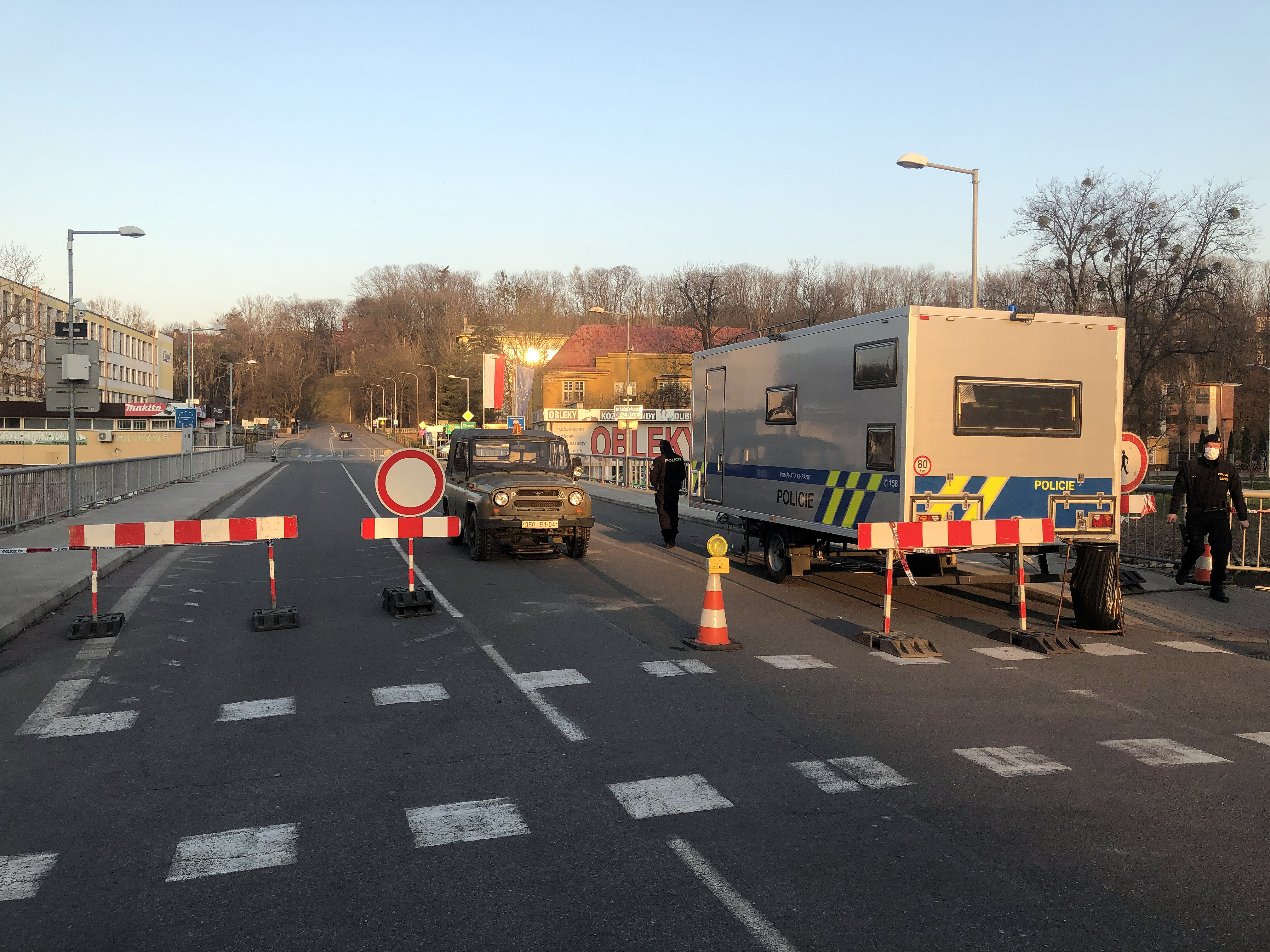
Most Wolności (kwiecień 2020)

Przejście graniczne Cieszyn-Český Těšín (1928)
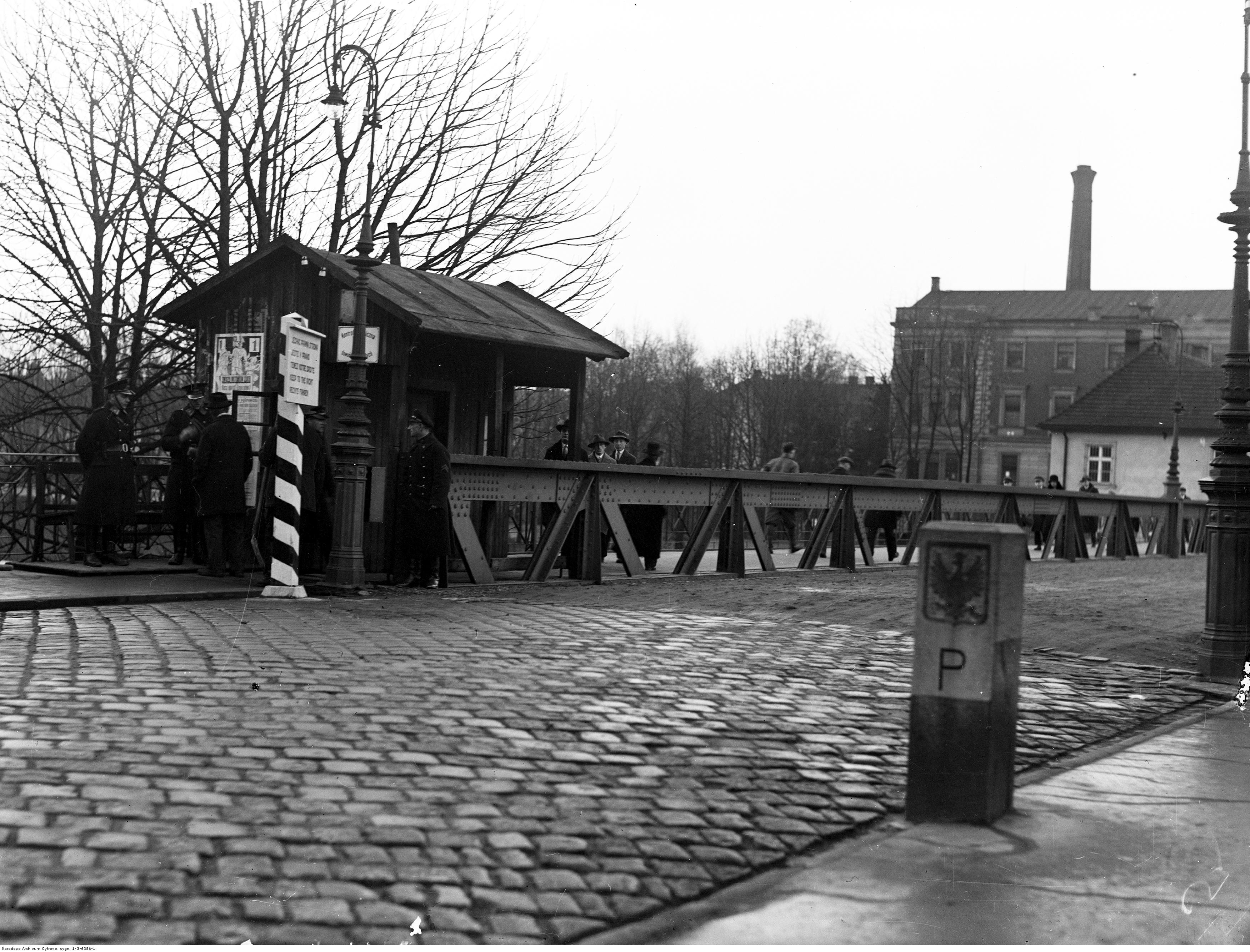
Posterunek Straży Granicznej
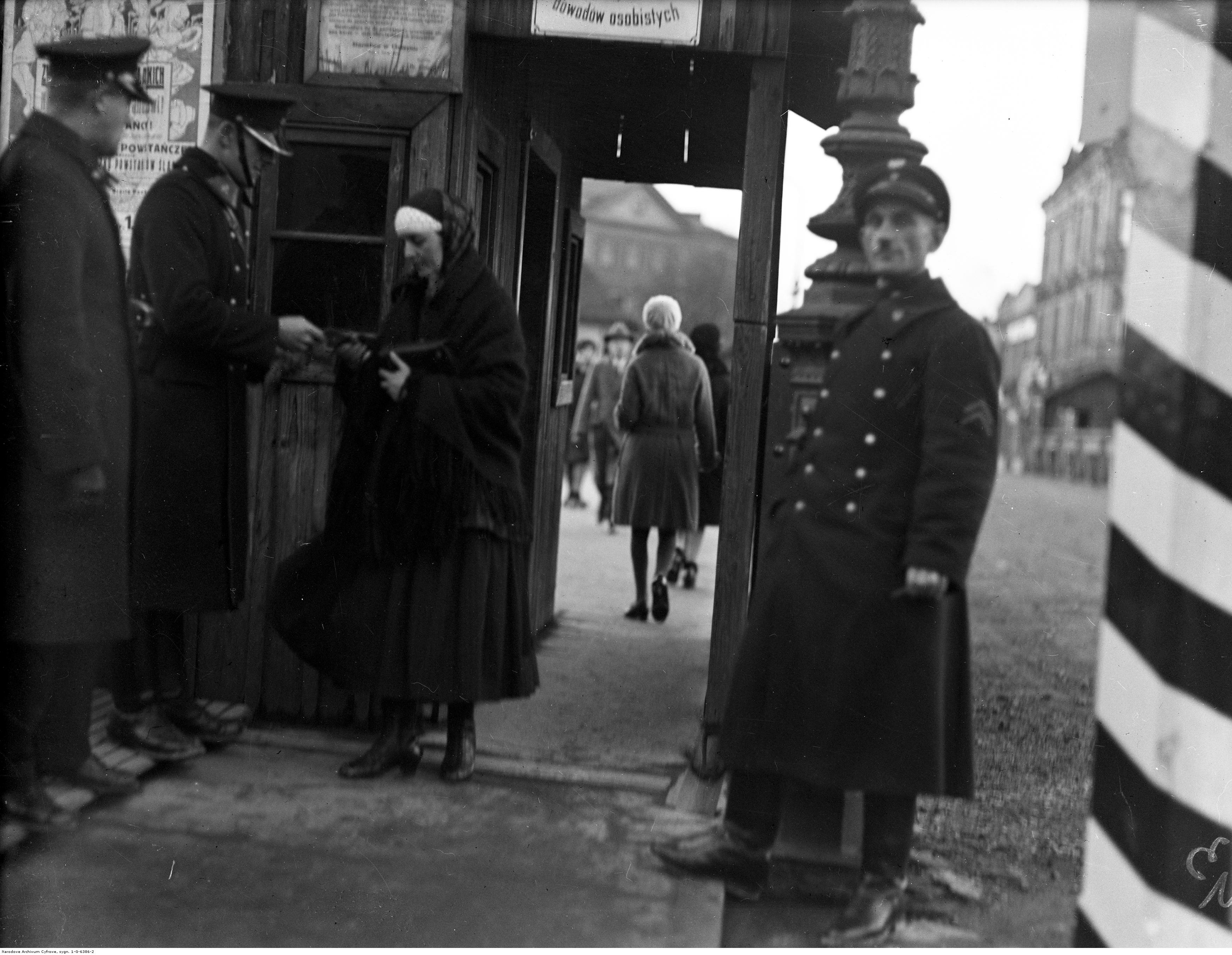
Posterunek Straży Granicznej